# Stefan-Morsch-Stiftung
Die Stefan-Morsch-Stiftung ist Deutschlands erste Stammzellspenderdatei. Sie wurde 1986 von Hiltrud und Emil Morsch gegründet, mit Sitz in der rheinland-pfälzischen Kreisstadt Birkenfeld. Zuvor gab es in Deutschland für Leukämiekranke keine Möglichkeit, einen passenden, nicht-verwandten Spender für eine Stammzelltransplantation zu finden. Auch heute noch ist diese Behandlung für Erkrankte notwendig, wenn etwa Chemotherapien und Bestrahlungen nicht den gewünschten Erfolg bringen. Selbsterklärtes Ziel der Stiftung ist es, für jeden Patienten einen Spender zu finden. Dazu übernimmt sie alle Aufgaben einer modernen und leistungsfähigen Stammzellspenderdatei. Darüber hinaus berät und begleitet sie Leukämie- und Tumorkranke sowie ihre Familien – und unterstützt auch mit finanziellen Zuschüssen, wenn diese aufgrund der Erkrankung in eine finanzielle Notlage gekommen sind. Ein weiteres Anliegen ist die Verbesserung der Behandlungsmöglichkeiten von Menschen mit Leukämie. Dazu investiert die Stefan-Morsch-Stiftung in entsprechende Forschungsprojekte. Seit 2003 nimmt sie darüber hinaus, mit Genehmigung des Gesundheitsministeriums des Großherzogtums Luxemburg und in Zusammenarbeit mit lokalen Organisationen, die Aufgaben einer nationalen Datei für Stammzellspender wahr. Aktuell stehen rund 480.000 Personen als mögliche Spender zur Verfügung. Jedes Jahr helfen durchschnittlich etwa 500 von ihnen einem Betroffenen.
Die 2020 einsetzende Corona-Pandemie schränkte die Suche nach neuen, potenziellen Stammzellspendern erheblich ein. In Folge der Kontaktauflagen waren zeitweise keine oder nur sehr vereinzelt Typisierungsaktionen vor Ort möglich. Weit mehr als 18.000 Neuregistrierungen fehlen daher in der Stammzellspenderdatei der Stefan-Morsch-Stiftung – im Vergleich zu den Jahren vor der Pandemie.

## Geschichte
1984 erkrankte der 16-jährige Stefan Morsch aus Hoppstädten-Weiersbach in Rheinland-Pfalz an Leukämie. Damals war die Transplantation von Knochenmark eines Verwandten für ihn die einzige Überlebenschance. Niemand aus seiner Familie verfügte jedoch über die passenden genetischen Gewebemerkmale. Diese kommen in unzähligen Varianten vor, müssen aber für eine erfolgreiche Transplantation übereinstimmen. Zu dieser Zeit war seine Diagnose eigentlich ein Todesurteil – denn die deutschen Ärzte glaubten noch nicht an den lebensrettenden Effekt einer Übertragung von Knochenmark eines nicht-verwandten Spenders. Anders in den USA: Transplantationsmediziner Edward Donnall Thomas forschte mit seinem Team am Fred Hutchinson Cancer Research Center in Seattle an dieser Therapieform.
Zufällig entdeckte Stefans Vater, Emil Morsch, einen Zeitungsartikel über die erfolgreiche Knochenmarkstransplantation einer Achtjährigen in den USA. In diesem Bericht wurde auch eine Londoner Organisation genannt, die bereits eine Liste mit potenziellen Knochenmarkspendern führte. Emil Morsch nahm direkt Kontakt auf. Schnell war auch ein passender Spender gefunden – der 35-jährige Brite Terence Bayley. Aber die anfallenden Behandlungs- und Reisekosten von etwa 600.000 DM konnte die Familie allein nicht aufbringen. Der Geldspendenaufruf im Heimatort der Familie erregte schnell die Aufmerksamkeit der Medien. Bundesweit wurde über den Aufruf aus dem Hunsrück berichtet und löste große Hilfsbereitschaft für Stefan aus. Künstler, Unternehmen, Vereine sowie Privatleute spendeten Geld. Innerhalb kurzer Zeit kam die erforderliche Summe zusammen. So konnte Stefan Morsch am 31. Juli 1984 im Fred Hutchinson Cancer Research Center in Seattle – die als einzige Klinik zu der riskanten Behandlung bereit war – erfolgreich Knochenmark eines nicht-verwandten Spenders übertragen werden. Stefan war der erste Europäer, dessen Leukämie mithilfe dieser Therapie geheilt wurde. Doch wenige Monate später erkrankte der 17-Jährige schwer an einer Lungenentzündung. Kurz vor der geplanten Heimreise starb er am 17. Dezember 1984.
Morschs großer Wunsch war es, auch in Deutschland eine Datenbank für potenzielle Stammzellspender aufzubauen. Damit wollte er anderen Menschen mit Leukämie oder Blutkrebs bessere Heilungschancen ermöglichen. Mit diesem Ziel und in seinem Andenken gründeten seine Eltern Emil und Hiltrud Morsch im Januar 1986 die Stefan-Morsch-Stiftung als erste Stammzellspenderdatei in Deutschland.

## Wichtige Ereignisse
(Quelle: Stefan-Morsch-Stiftung)
1986 gründen Hiltrud und Emil Morsch mit Hilfe zahlreicher Unterstützer die Stefan-Morsch-Stiftung, die erste Stammzellspenderdatei Deutschlands. Damit wird Stefans Traum wahr. Betroffene Familien wenden sich an die Stiftung und bitten um Hilfe.
1992 Die Stefan-Morsch-Stiftung ist an der Gründung des Zentralen Knochenmarkspender-Registers Deutschland (ZKRD) beteiligt – und schafft damit eine Einheit, in der die Daten aller in Deutschland registrierten, potenziellen Stammzellspender erfasst werden.
1993 zeichnet die Bundesrepublik Deutschland Emil Morsch mit dem Bundesverdienstorden aus: für die Pionierarbeit auf dem Gebiet der Stammzell- und Knochenmarktransplantation.
1994 wird die Klinik für Knochenmarktransplantation am Klinikum Idar-Oberstein durch die Stiftung gegründet. Behandelt wurden alle angeborenen und erworbenen Blutkrankheiten, Immundefekte, Thalassämien sowie alle Leukämien und die meisten onkologischen Erkrankungen.
1997 eröffnet die Stiftung ein eigenes HLA-Labor, in dem die Blut- und Speichelproben von neu registrierten Spendern auf ihre genetischen Gewebemerkmale (HLA-Merkmale) untersucht werden.
2001 werden Hiltrud und Emil Morsch mit dem Verdienstorden des Landes Rheinland-Pfalz ausgezeichnet: für ihre Pionierarbeit auf dem Gebiet der Stammzell- und Knochenmarktransplantation.
2002 wird mit finanzieller Unterstützung der Stiftung eine Transplantationseinheit am Campus Benjamin Franklin der Charité in Berlin eingerichtet. Dort erfolgen auf der Stefan-Morsch-Station jährlich zirka 100 Übertragungen blutbildender Stammzellen, etwa die Hälfte von Fremdspendern. Außerdem findet im gleichen Jahr der erste ‚HLA-Workshop‘ statt – eine Fortbildung für Laborfachpersonal, welche seitdem jährlich organisiert wird.
2003 nimmt das Internationale Suchzentrum, das in die Stefan-Morsch-Stiftung integriert wird, seine Arbeit auf. Es sucht seitdem für Patienten aus dem In- und Ausland passende Stammzellspender. Außerdem beginnt die Stiftung im Auftrag der zuständigen Behörden im Nachbarland Luxemburg mit dem Aufbau einer nationalen Spenderdatei. Nun können sich auch dort Menschen als potenzielle Stammzellspender registrieren lassen.
2005 wird ein stiftungseigenes Entnahmezentrum eröffnet, um Apheresen, also die Stammzellentnahme aus dem peripheren Blut, vor Ort in Birkenfeld durchführen zu können.
2012 eröffnet das Malteser Krankenhaus St. Franziskus in Flensburg die Stefan-Morsch-Station – eine hochmoderne Stammzelltherapie-Einheit.
2014 stirbt die Gründerin der Stefan-Morsch-Stiftung, Hiltrud Morsch. Ihr Kampf gegen Leukämie wird fortgesetzt.
2016 legt Emil Morsch sein Amt im Vorstand nieder und wechselt in das Kuratorium. Dieses wählt Susanne Morsch, die Schwester von Stefan Morsch, zur neuen Vorstandsvorsitzenden. Gemeinsam mit Vorstand Bruno Zimmer führt sie die Stefan-Morsch-Stiftung bis heute.
2019 findet an der Universitätsklinik für Kinder und Jugendmedizin in Tübingen die feierliche Namensgebung „Hämato-Onkologische Tagesklinik Stefan Morsch“ statt.
2021 begeht die Stefan-Morsch-Stiftung ihr 35-jähriges Jubiläum. Aufgrund der Corona-Pandemie sind Typisierungsaktionen nicht oder nur sehr eingeschränkt möglich, was zu einem Rückgang der Neuregistrierungen führt. Über 18.000 potenzielle Lebensretter fehlen daher im Vergleich zu den Vorjahren. Aus diesem Grund ist die Organisation verstärkt auf die Bereitschaft der Bevölkerung angewiesen, sich online als Stammzellspender zu registrieren.

## Aufnahmekriterien für potenzielle Stammzellspender
Erwachsene von 18 bis 40 Jahre können sich kostenlos in der Stammzellspenderdatei der Stefan-Morsch-Stiftung registrieren. Mit dem Einverständnis der Sorgeberechtigten ist dies auch bereits mit 16 Jahren möglich. Eine Knochenmark- oder Stammzellspende ist jedoch erst ab 18 Jahren erlaubt. Ist das 61. Lebensjahr vollendet, werden die Spender gemäß der Deutschen Standards für die nicht-verwandte Blutstammzellspende nicht mehr in Suchläufen berücksichtigt.
Menschen mit Vorerkrankungen, wie zum Beispiel Autoimmun-, Herz-Kreislauferkrankungen oder Krebs, können aus medizinischen Gründen nicht spenden und sich daher auch nicht typisieren lassen.
Eine Aufnahme erfolgt entweder bei einer Typisierungsaktion vor Ort oder online über die Homepage der Stefan-Morsch-Stiftung. In der Regel ist eine Speichelprobe erforderlich, die mit einem speziellen Stäbchen abgenommen wird. Die Registrierung ist auch mithilfe einer Blutprobe möglich.
Eine Typisierung kann einzeln vorgenommen werden oder in Verbindung mit einer Blutspende erfolgen.
Die Stefan-Morsch-Stiftung arbeitet auch seit Jahrzehnten mit der Bundeswehr zusammen, wobei neue Soldaten bei ihrer medizinischen Untersuchung die Möglichkeit haben, sich typisieren zu lassen. Bis heute haben sich so mehr als 113.000 Personen in der Stammzellspenderdatei registrieren lassen und rund 3.400 Registrierte der Bundeswehr haben bereits Stammzellen gespendet und so Menschen mit Blutkrebs geholfen.

## Fachabteilungen
Die Stefan-Morsch-Stiftung setzt sich aus verschiedenen spezialisierten Abteilungen zusammen. Das Kompetenzspektrum umfasst alle Prozesse von der Registrierung über Vermittlung passender Stammzellspender bis zu einem qualifizierten Nachsorgeprogramm nach der Entnahme.

### Stammzellspenderdatei
Die Datei besteht, neben einer Datenbank aus den Bereichen Spendergewinnung, Confirmatory Typing („Bestätigungstypisierung“) und Workup. Der Spendergewinnung obliegen alle Aufgaben, um fortlaufend neue Lebensretter zu registrieren. Das Confirmatory Typing – kurz CT – wird aktiviert, wenn ein potenzieller Spender für einen Menschen mit Leukämie in Frage kommt. Da die genetischen Gewebemerkmale für eine erfolgreiche Stammzelltransplantation übereinstimmen müssen, werden diese sogenannten HLA-Merkmale erneut überprüft und mit denen des Empfängers verglichen. Darüber hinaus werden weitere gesundheitliche Daten erhoben.
Im Bereich Workup hingegen werden die Knochenmark- und Stammzellentnahmen sowie der Transport des Transplantats zur Klinik, in der Patienten behandelt werden, organisiert und koordiniert. Bei allen Schritten stehen die Mitarbeiter in engem Kontakt mit den Spendern und sind persönliche Ansprechpartner vor, während und nach der Entnahme. Sie organisieren alle Prozesse im Zusammenhang mit der Spende, falls erforderlich auch die Unterbringung in Hotels sowie die Hin- und Rückfahrt zum Entnahmezentrum. Anfallende Kosten und der Verdienstausfall werden von der Stiftung vollständig übernommen.

### HLA-Labor
Im stiftungseigenen HLA-Labor werden pro Jahr zwischen 30.000 und 40.000 Typisierungsaufträge bearbeitet. Dazu wird genetisches Material aus Speichel- oder Blutproben isoliert und auf die relevanten Genmerkmale – die sogenannten HLA-Werte – untersucht. Voraussetzung für eine erfolgreiche Stammzelltransplantation ist die möglichst genaue Übereinstimmung dieser Merkmale zwischen Spender und Empfänger. HLA steht für „human leukocyte antigen“. Diese Antigene befinden sich auf unseren Körperzellen und sind für die Funktion des Immunsystems von zentraler Bedeutung. Die sogenannte PCR-Methode bildet die Basis für diese Analysen. Im Zuge der Corona-Pandemie und der notwendig gewordenen PCR-Testung stellt das Labor der Stefan-Morsch-Stiftung sein Knowhow im Sinne des öffentlichen Gemeinwohls zur Verfügung. Im Auftrag des Landkreises Birkenfeld werden hier seit November 2020 auch Abstriche möglicher Corona-Infizierter ausgewertet. Darüber hinaus beteiligte sich die Laboreinheit an einer ersten großen Studie eines deutsch-norwegischen Forschungsteams.

### Internationales Suchzentrum
Neben dem ZKRD verfügt auch die Stefan-Morsch-Stiftung über ein Internationales Suchzentrum. Aufgabe der Sucheinheit ist es, nach dem genetischen Zwilling für Betroffene zu suchen. Dafür hat sie Zugriff auf die Datenbank des ZKRD, in der die pseudonymisierten Spenderdaten aller deutschen Dateien zusammenlaufen. Darüber hinaus greifen die Suchkoordinatoren auch auf den internationalen Dateienverbund zu, in dem alle weltweit registrierten Spender gelistet sind. Das Suchzentrum der Stiftung wird dafür von den kooperierenden Transplantationskliniken überall auf der Welt beauftragt, wie beispielsweise aus dem Iran, Russland, Kasachstan oder Jordanien.

## Finanzierung
Die Stefan-Morsch-Stiftung erhält als gemeinnützige Einrichtung finanzielle Zuwendungen vor allem durch Geldspenden von Unternehmen und Privatpersonen. Darüber hinaus werden bestimmte Leistungen durch die Krankenkassen vergütet. Dies gilt jedoch nicht für die Werbung von Neuspendern. Daher investiert die Stiftung Spendengelder insbesondere in die Aufnahme neuer möglicher Lebensretter. Für jede einzelne Registrierung fallen Labor- und Verwaltungskosten von etwa 40 Euro an, die die Stiftung für potenzielle Spender bis 40 Jahre vollständig übernimmt.